# Epiplema argentisparsa
Epiplema argentisparsa är en fjärilsart som beskrevs av George Francis Hampson 1896. Epiplema argentisparsa ingår i släktet Epiplema och familjen Uraniidae. Inga underarter finns listade i Catalogue of Life.